# Loch Bog
Loch Bog är en sjö i Storbritannien.   Den ligger i kommunen Perth and Kinross och riksdelen Skottland, i den norra delen av landet, 600 km norr om huvudstaden London. Loch Bog ligger 61 meter över havet.  Trakten runt Loch Bog består till största delen av jordbruksmark.